# 하파에우 아우칸타라
하파에우 아우칸타라 두 나시멘투(포르투갈어: Rafael Alcântara do Nascimento, 1993년 2월 12일 ~ )는 하피냐라고 불리는 브라질 출신의 축구 선수이며, 현재 알아라비에서 뛰고 있다. 포지션은 중앙 미드필더이다. 그에겐 형인 티아고 알칸타라가 있다. 윙어와 펄스 나인으로도 뛸 수 있다.